# Militärbezirk (Russland)

Militärbezirke: West: Rot, Nordflotte: Blau, Süd: Braun, Zentral: Grün, Ost: Gelb

Ein Militärbezirk (russisch Военный округ Wojenny okrug) ist ein territorialer Verantwortungsbereich in den russischen Streitkräften in Friedenszeiten.
Militärbezirke wurden erstmals 1862 bei der Kaiserlich Russischen Armee eingeführt und existierten auch bei den Sowjetischen Streitkräften. Die Aufteilung des Landes in Militärbezirke änderte sich im Verlaufe der russischen und sowjetischen Geschichte oftmals. Während des Deutsch-Sowjetischen Krieges 1941–1945 und anderen militärischen Auseinandersetzungen wurden die Aufgaben der vorrangig für Friedenszeiten geschaffenen Militärbezirke von Fronten übernommen.

## Heutige Situation
Die Zahl der Militärbezirke beträgt aktuell (2017) fünf. Geführt werden diese Bezirke von gleichnamigen Vereinigten Strategischen Kommandos (russ. Objedinjonnoje strategitscheskoje komandowanije, OSK), denen neben den Landstreitkräften auch die auf den jeweiligen Territorien dislozierten Marine- und Luftstreitkräfte unterstehen. Bis auf den Militärbezirk Nord stellt das Heer das dominierende Element in den Militärbezirken:
- Nord: Nordwestrussland, Arktis jenseits des Polarkreises, Tschuchotka; Kern des Militärbezirks ist die Nordflotte; Hauptquartier Seweromorsk
- West: West- und Zentralrussland, Kaliningrad, Baltikum, auch die Baltische Flotte; Hauptquartier Moskau
- Süd: Südrussland und Nordkaukasus, dazu die Krim, außerdem die Schwarzmeerflotte und Kaspische Flottille; Hauptquartier Rostow am Don
- Zentrum: Wolga-Ural und Westsibirien (westlicher Teil bis zum Baikalsee); Hauptquartier Jekaterinburg
- Ost: Ferner Osten und Sibirien (östlicher Teil) sowie die Pazifikflotte; Hauptquartier Chabarowsk

## Geschichte

### Russisches Reich
Im Mai 1862 wurden auf Vorschlag des Kriegsministers Dmitri Miljutin im Rahmen seiner radikalen Armeereform versuchsweise die vier Militärbezirke Kiew, Odessa, Warschau und Wilna gebildet. Nach zufriedenstellenden Ergebnissen der folgenden zwei Jahre wurden mit Ukas des Zaren Alexander II. vom 6. August 1864 per 1. September 1864 weiter sechs Militärbezirke gebildet (Charkow, Finnland, Kasan, Moskau, Riga, Sankt Petersburg). Zwischen 1865 und 1867 entstanden Militärbezirke auch an der Peripherie des Reiches (Kaukasus, Orenburg, Turkestan, Westsibirien und Ostsibirien). Damit war das gesamte Reichsterritorium in 15 Militärbezirke unterteilt. Von 1870 sank ihre Zahl durch Zusammenlegungen und Reorganisationen bis 1906 allmählich wieder auf 12. Insgesamt gab es in der Periode des Russischen Reiches 21 verschiedene Militärbezirke.
| Name         | von  | bis  | Anmerkung                                                                             |
| ------------ | ---- | ---- | ------------------------------------------------------------------------------------- |
| Amur         | 1884 | 1917 | hervorgegangen aus Ostsibirien                                                        |
| Charkow      | 1864 | 1888 | aufgeteilt zwischen Kiew und Moskau                                                   |
| Dwinsk       | 1914 | 1917 | hervorgegangen aus einem Teil von Wilna                                               |
| Finnland     | 1864 | 1905 | Anschluss an Petersburg                                                               |
| Irkutsk      | 1884 | 1917 | hervorgegangen aus Ostsibirien; außer 1899–1906: Zusammenschluss mit Omsk zu Sibirien |
| Kasan        | 1864 | 1917 |                                                                                       |
| Kaukasus     | 1865 | 1917 |                                                                                       |
| Kiew         | 1862 | 1917 |                                                                                       |
| Minsk        | 1914 | 1917 | hervorgegangen aus Warschau mit Anschluss eines Teils von Wilna                       |
| Moskau       | 1864 | 1917 |                                                                                       |
| Odessa       | 1862 | 1917 |                                                                                       |
| Omsk         | 1882 | 1917 | umbenannt aus Westsibirien; außer 1899–1906: Zusammenschluss mit Irkutsk zu Sibirien  |
| Orenburg     | 1865 | 1881 | angeschlossen an Kasan                                                                |
| Ostsibirien  | 1865 | 1884 | aufgeteilt in Irkutsk und Amur                                                        |
| Petersburg   | 1864 | 1917 |                                                                                       |
| Riga         | 1864 | 1870 | aufgeteilt zwischen Wilna und Petersburg                                              |
| Sibirien     | 1899 | 1906 | Zusammenschluss von Omsk und Irkutsk                                                  |
| Turkestan    | 1867 | 1917 |                                                                                       |
| Westsibirien | 1865 | 1882 | umbenannt in Omsk                                                                     |
| Warschau     | 1862 | 1914 | Verlegung und Umbenennung nach Minsk                                                  |
| Wilna        | 1862 | 1914 | Verlegung und Umbenennung nach Dwinsk                                                 |

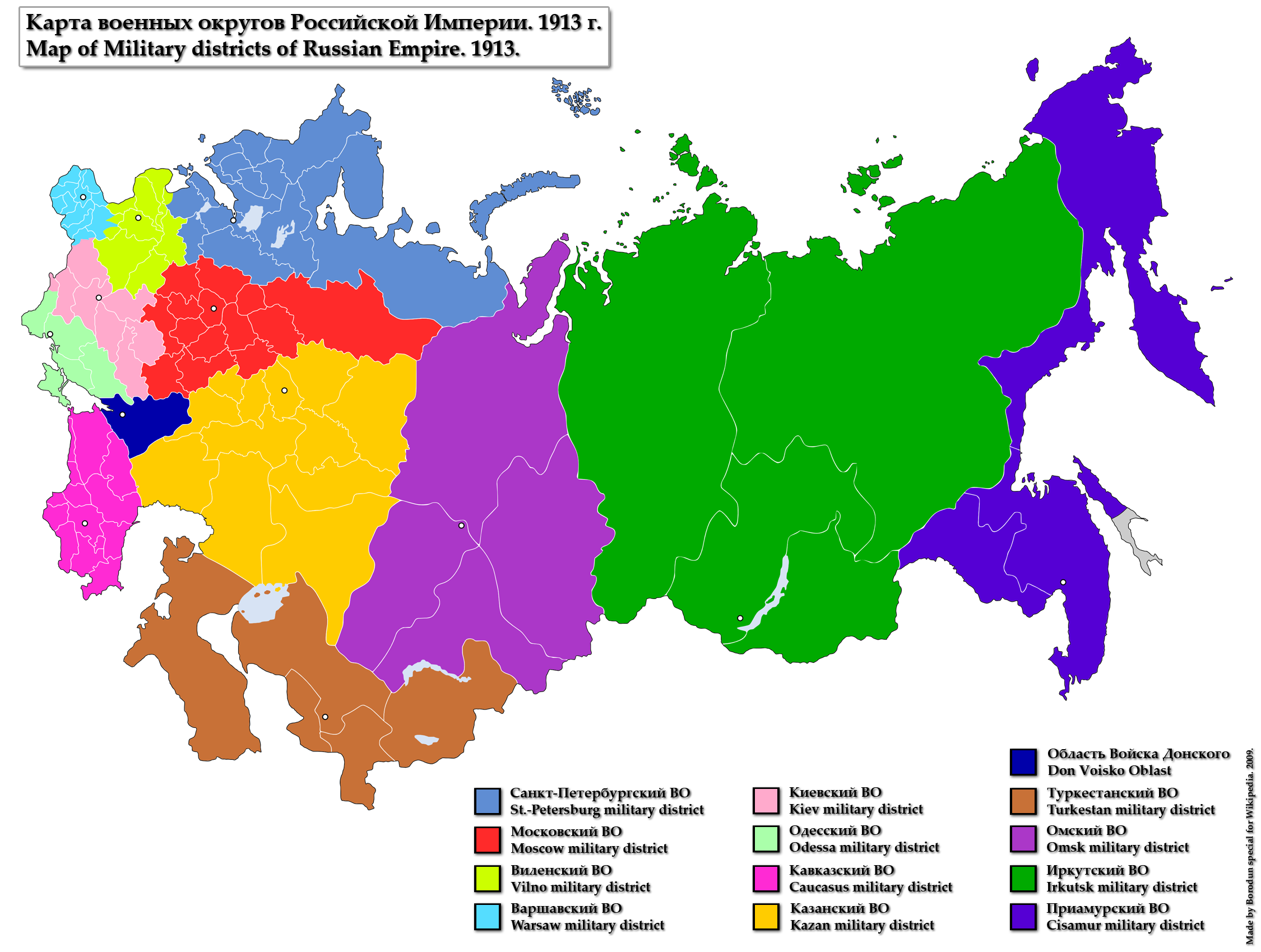
Militärbezirke des Russischen Reiches 1913

Militärbezirken gleichgestellt waren außerdem folgende Territorien (mit eigener Militärverwaltung):
- Oblast der Don-Truppen (Oblast des Don-Heeres), zugleich zivile Verwaltungseinheit im traditionellen Siedlungsgebiet der Donkosaken (Verwaltungszentrum Nowotscherkassk; 1870 bis 1917)
- Oblast Transkaspien (Sakaspijskaja oblast), zugleich zivile Verwaltungseinheit (Verwaltungszentrum Aßchabad; von der Ausgliederung aus dem Militärbezirk Kaukasus 1890 bis zur Angliederung an den Militärbezirk Turkestan 1899)
- Bezirk Transamur (Saamurski okrug), auf dem exterritorialen Gebiet entlang der Chinesischen Osteisenbahn durch das Kaiserreich China (ab 1912 die Republik China), dem Selbständigen Grenzwachtkorps (Grenztruppen des Russischen Reiches) unterstellt (1901 bis 1917)

Anmerkung: das Jahr 1917 für das Ende des Bestehens von Militärbezirken und ihnen gleichgestellten Gebieten steht für das Ende des Bestehens der Kaiserlich Russischen Armee bzw. der Streitkräfte der Provisorischen Regierung. Die Kommandostrukturen dieser Bezirke bestanden in unterschiedlicher Form und Ausprägung je nach Gebiet bis zur Oktoberrevolution 1917 oder bis in die Zeit des beginnenden Russischen Bürgerkrieges 1918/1919, als sie sich schrittweise auflösten; offizielle Daten gibt es zumeist nicht.

### Sowjetunion

Militärbezirke der Sowjetunion 1991

Im Jahr 1991 bestanden 15 Militärbezirke:
- westlicher Kriegsschauplatz
  - TVD West
    - Baltischer Militärbezirk
    - Belarus
    - Karpaten

  - TVD Südwest
    - Odessa
    - Kiew

  - TVD Nordwest
    - Leningrad
- fernöstlicher Kriegsschauplatz
  - Sibirien
  - Transbaikalien
  - Fernost
- südlicher Kriegsschauplatz
  - Transkaukasus
  - Nordkaukasus
  - Turkestan
- zentrale Reserve
  - Moskau
  - Wolga
  - Ural

### Russische Föderation

Militärbezirke der Russischen Föderation bis 2010

Die Zahl der Militärbezirke wurde nach dem Zerfall der Sowjetunion 1991/92 im Jahre 2001 auf sechs reduziert (Moskau, Leningrad, Nordkaukasus, Wolga-Ural, Sibirien und Fernost, dazu die Spezial-Region Kaliningrad).
Am 6. Juli 2010 unterzeichnete Präsident Dmitri Medwedew einen Ukas zur Neuorganisation der Streitkräfte. Zum 1. Dezember 2010 wurde die Anzahl der Militärbezirke auf vier verringert. Geführt werden diese Bezirke von gleichnamigen Vereinigten Strategischen Kommandos, denen auch die auf den jeweiligen Territorien dislozierten Marine- und Luftstreitkräfte unterstehen, während bisher, von einem Versuch in den 1970er-Jahren abgesehen, nur die Landstreitkräfte unter dem Kommando der Militärbezirke standen:
- West: bisherige Militärbezirke Moskau und Leningrad, Baltische und Nordflotte
- Süd: bisheriger Militärbezirk Nordkaukasus, Schwarzmeerflotte und Kaspische Flottille
- Zentrum: bisherige Militärbezirke Wolga-Ural und Sibirien (westlicher Teil bis zum Baikalsee)
- Ost: bisherige Militärbezirke Fernost und Sibirien (östlicher Teil) sowie Pazifikflotte

Am 2. April 2014 wurde die Halbinsel Krim in den Militärbezirk Süd eingegliedert.
Ab dem 1. Dezember 2014 nahm das Vereinigte Strategische Kommando Nord als fünfter Militärbezirk seine Arbeit auf. Es bestand anfangs und im Kern aus der Nordflotte, die dazu aus dem Militärbezirk West herausgelöst wurde. Der Militärbezirk Nord wurde zum 1. Dezember 2015 vollständig operational.  Er besteht neben dem Zuständigkeitsbereich der Nordflotte zusätzlich aus allen Gebieten Russlands nördlich des Polarkreises und bekommt dazu jenseits des Polarkreises operierende Verbände der Militärbezirke Zentrum und Ost zugeschlagen. Die Militärbezirke Ost und Zentrum sind östlich des Ural dafür verantwortlich, die erforderlichen zusätzlichen Verbände und Basen in der Arktis aufzustellen und dem Militärbezirk Nord zuzuteilen, dazu gehören der Flughafen Norilsk und Basen nahe Anadyr. Östlichstes Gebiet innerhalb des Militärbezirks ist der Autonome Kreis der Tschuktschen mit der Tschuktschen-Halbinsel im Osten. Sämtliche russische Inseln und Küsten jenseits des Polarkreises sind im Militärbezirk enthalten, darunter Nowaja Semlja, die Neusibirischen Inseln, die Wrangelinsel.